# 凱撒廣場
41°53′38.43″N 12°29′5.77″E / 41.8940083°N 12.4849361°E

凱撒廣場

凱撒廣場（Forum of Caesar）是義大利羅馬的一座古羅馬時期的廣場，也是帝國議事廣場的一部分。這座廣場始建於西元前54年，竣工於西元前46年。在95年時，凱撒廣場得到重建。